# (2585) Irpedina
(2585) Irpedina (1979 OJ15) – planetoida z pasa głównego asteroid okrążająca Słońce w ciągu 3,78 lat w średniej odległości 2,43 j.a. Odkryta 21 lipca 1979 roku.